# Список найкасовіших українських фільмів
У цьому списку наведено українські фільми, які заробили найбільше грошей від продажу квитків у кінотеатрах. Прибуток від відеопрокату, показу телебаченням тощо не враховано. Суми вказані в доларах США без урахування інфляції.

## Визначення «українського національного фільму»
Згідно статті 3, Розділу I (загальні положення) Закону України «Про кінематографію»:

| Український національний фільм (під словом "фільм" розуміється будь-яка відеопродукція, тобто художній фільм, телевізійний фільм, телевізійний багатосерійний фільм тощо) - це створений суб'єктами кінематографії фільм, виробництво якого повністю або частково здійснено в Україні, основна (базова) версія мовної частини звукового ряду якого створена українською або кримськотатарською мовою [...] за мотивованим рішенням Ради з державної підтримки кінематографії на підставі звернення суб'єкта кінематографії, якщо це виправдано художнім, творчим задумом авторів фільму, в основній (базовій) версії національного фільму (крім дитячих та анімаційних фільмів) допускається використання інших мов в обсязі, що не може перевищувати 10 відсотків загальної тривалості всіх реплік учасників фільму. Під час демонстрування національного фільму в Україні такі репліки мають бути дубльовані або субтитровані українською мовою».[1] |
Окрім цього також українськими фільмами є німі стрічки з україномовними інтертитрами та стрічки зняті українською жестовою мовою (УЖМ).

## Статистика
- Найдорожчим українським фільмом, за всю історію існування українського кінематографу, стала фентезійна стрічка 2019 року Тільки диво, кошторис якої склав 61.6 млн. грн.
- Найприбутковішим українським фільмом, за всю історію існування українського кінематографу, стала комедійна стрічка 2018 року Скажене весілля, яка за весь період свого прокату зібрала 54.9 млн. грн.
- Найбільше українських фільмів, за всю історію існування українського кінематографу, випустила в український прокат дистриб'юторська компанія UFD - загалом 8 стрічок.

Таблиця дистриб'юториів, що випустили в український прокат найбільше українських фільмів
| Дистириб'ютор    | Кількість |
| ---------------- | --------- |
| UFD              | 8         |
| MMD UA           | 8         |
| B&H              | 7         |
| Kinomania        | 3         |
| Arthouse traffic | 3         |
| Самокатом        | 2         |
| Вольга Україна   | 1         |

## Список фільмів
Цифри наведені в доларах США (USD) та гривнях (UAH). Вказано усі українські фільми, що будь-коли воходили в український прокат (без урахування інфляції). За замовчуванням таблиця сортується за стовпчиком Світові
 збори, $.
| #  | Назва                                 | Рік  | Реліз в Україні   | Країна- виробник     | Основна мова | Кошторис, $ | Кошторис, ₴ | Світові збори, $ | Збори в Україні, $ | Збори в Україні, ₴ | Глядачів в Україні | Дистр. в Україні |
| -- | ------------------------------------- | ---- | ----------------- | -------------------- | ------------ | ----------- | ----------- | ---------------- | ------------------ | ------------------ | ------------------ | ---------------- |
| 1  | Скажене весілля                       | 2018 | 4 жовтня 2018     | Україна              | укр.         | 400000      | 10800000    | 1966105          | 1966105            | 54918929           | 657672             | MMD UA           |
| 2  | Скажене весілля 2                     | 2019 | 25 грудня 2019    | Україна              | укр.         | 600000      | 15000       | 1661672          | 1661672            | 41235050           | 444262             | MMD UA           |
| 3  | Скажене весілля 3                     | 2021 | 25 лютого 2021    | Україна              | укр.         | 570000      | 16000       | 1035338          | 1035338            | 28791242           | 300015             | Kinomania        |
| 4  | Секс і нічого особистого              | 2018 | 20 грудня 2018    | Україна              | укр.         | 1000        | 25800000    | 956170           | 956170             | 23845540           | 261787             | UFD              |
| 5  | Поводир                               | 2014 | 16 липня 2014     | Україна              | укр.         | 2000        | 16800000    | 905985           | 905985             | 14149419           | 362422             | B&H              |
| 6  | Кіборги                               | 2017 | 7 грудня 2017     | Україна              | укр.         | 1800000     | 48000       | 884894           | 884894             | 23217909           | 326177             | UFD              |
| 7  | Свінгери                              | 2018 | 1 січня 2018      | Україна              | укр.         | 100000      | 2500000     | 850000           | 850000             | 22166167           | 276805             | UFD              |
| 8  | Дзідзьо Контрабас                     | 2017 | 31 серпня 2017    | Україна              | укр.         | 200000      | 5300000     | 822880           | 822880             | 22161230           | 311157             | UFD              |
| 9  | Дзідзьо Перший раз                    | 2018 | 25 жовтня 2018    | Україна              | укр.         | 750000      | 14000       | 813000           | 813000             | 22288999           | 273369             | B&H              |
| 10 | Сторожова застава                     | 2017 | 12 жовтня 2017    | Україна              | укр.         | 1600000     | 40300000    | 720000           | 701000             | 19084021           | 276018             | UFD              |
| 11 | Тіні незабутих предків                | 2013 | 14 листопада 2013 | Україна              | укр.         | 350000      | 2789500     | 644000           | 644000             | 5146458            | 147424             | B&H              |
| 12 | Мої думки тихі                        | 2019 | 16 січня 2020     | Україна              | укр.         | 370000      | 9300000     | 398211           | 398211             | 10049297           | 109264             | Arthouse traffic |
| 13 | Пекельна Хоругва, або Різдво Козацьке | 2019 | 25 травня 2019    | Україна              | укр.         | 1300000     | 32000       | 391703           | 391703             | 9543193            | 117166             | UFD              |
| 14 | Наші котики                           | 2020 | 30 січня 2020     | Україна              | укр.         | 1690000     | 42000       | 350515           | 350515             | 8756097            | 100949             | B&H              |
| 15 | Пригоди S Миколая                     | 2018 | 13 грудня 2018    | Україна              | укр.         | 1400000     | 38200000    | 316210           | 316210             | 8168961            | 104628             | MMD UA           |
| 16 | Ізі                                   | 2017 | 31 серпня 2017    | Україна · Італія     | укр.         | 1100000     | 29690000    | 315081           | 50192              | 1343205            | 19242              | MMD UA           |
| 17 | Зустріч однокласників                 | 2019 | 31 січня 2019     | Україна              | укр.         | 220000      | 6000        | 307242           | 307242             | 8106572            | 92459              | MMD UA           |
| 18 | Крути 1918                            | 2019 | 7 лютого 2019     | Україна              | укр.         | 2000        | 52000       | 269622           | 269622             | 7253171            | 97706              | B&H              |
| 19 | Віддана                               | 2020 | 16 січня 2020     | Україна              | укр.         | 2400000     | 60000       | 251997           | 251997             | 6365922            | 71769              | Вольга Україна   |
| 20 | Плем'я                                | 2014 | 11 вересня 2014   | Україна · Нідерланди | УЖМ.         | 1750000     | 16300000    | 236000           | 21000              | 490000             | 7803               | Arthouse traffic |
| 21 | 11 дітей з Моршина                    | 2019 | 3 січня 2019      | Україна              | укр.         | 550000      | 15300000    | 210664           | 210664             | 5852836            | 73708              | UFD              |
| 22 | Бабай                                 | 2014 | 18 грудня 2014    | Україна              | укр.         | 100 000     | 7100000     | 208000           | 172000             | 1931618            | 58108              | MMD UA           |
| 23 | Інфоголік                             | 2017 | 2 березня 2017    | Україна              | укр.         | 100000      | 4000        | 189471           | 189471             | 5082085            | 70498              | MMD UA           |
| 24 | Селфі Паті                            | 2016 | 31 березня 2016   | Україна              | укр.         | 85000       | 2150000     | 183265           | 183265             | 4567210            | 75493              | UFD              |
| 25 | Той, хто пройшов крізь вогонь         | 2011 | 21 вересня 2011   | Україна              | укр.         | 2000        | 16000       | 174289           | 174289             | 1571267            | 56581              | B&H              |
| 26 | Чорний ворон                          | 2019 | 5 грудня 2019     | Україна              | укр.         | 1030000     | 27000       | 168543           | 168543             | 4101484            | 50102              | Kinomania        |
| 27 | Штольня                               | 2006 | 13 квітня 2006    | Україна              | укр.         | 50000       | 250000      | 120000           | 120000             | 610000             | невідомо           | Arthouse traffic |
| 28 | Червоний                              | 2017 | 24 серпня 2017    | Україна              | укр.         | 778000      | 20000       | 115640           | 115640             | 3071219            | 46800              | B&H              |
| 29 | Продюсер                              | 2019 | 14 лютого 2019    | Україна              | укр.         | невідомо    | невідомо    | 108739           | 108739             | 2869088            | 31910              | MMD UA           |
| 30 | Іван Сила                             | 2013 | 3 жовтня 2013     | Україна              | укр.         | 1900000     | 15600000    | 100000           | 100000             | 700000             | невідомо           | самокатом        |
| 31 | Екс                                   | 2020 | 23 січня 2020     | Україна              | укр.         | 1030000     | 25700000    | 18568            | 18568              | 481848             | 5820               | Kinomania        |
| 32 | Тільки диво                           | 2019 | 19 грудня 2019    | Україна              | укр.         | 2300000     | 61599000    | невідомо         | невідомо           | невідомо           | невідомо           | самокатом        |

## Зауваги
1. ↑  сума у $720 тис. USD світових зборів складається з $701 тис. USD зборів в Україні та ~$19,7 тис. USD зборів у решті світу; див. статтю за деталями
2. ↑  сума у $236 тис. USD світових зборів складається з $21 тис. USD зборів в Україні та $215 тис. USD зборів у решті світу; див. статтю за деталями
3. ↑  сума у $208 тис. USD світових зборів складається з $172 тис. USD зборів в Україні та ~$36,0 тис. USD зборів у решті світу; див. статтю за деталями
4. 1 2 3 4 5  незалежних даних про кошторис та касові збори стрічки немає; дані наведені тут - це цифри озвучені режисером Любомиром Кобильчуком у різних інтрев'ю
5. 1 2  у датабазі BoxOfficeMojo повідомили касові збори стрічки, але через її дивну назву "Екс", помилково зарахували ці хбори китайській стрічці Exit